# Secure Shell
Secure Shell (kratica: SSH, ssh) je mrežni protokol koji korisnicima omogućuje uspostavu sigurnog komunikacijskog kanala između dva računala putem računalne mreže. Napravljen je zato da bi korisniku jednog računala dao mrežni pristup komandnoj liniji na drugom računalu, ali se koristi i za druge svrhe. Sličan je protokolu telnet, te je napravljen kao sigurnija nadogradnja istog. Naime, prijašnji protokoli, kao što su telnet, RSH i rexec, prenosili su sve podatke, pa i komande i korisnikovu lozinku bez enkripcije, te je tako svatko tko je prisluškivao vezu između dva računala mogao ukrasti bilo koje tajne informacije koje bi bile razmijenjene telnetom i drugim protokolima. Analogon toga na webu je zamjena protokola HTTP s HTTPS. Najkorišteniji web preglednici, kao što su Mozilla Firefox i Google Chrome, danas upozoravaju korisnike da su stranice poslužene preko HTTP protokola nesigurne.
Secure Shell je isprva bio dizajniran za Linux/Unix, ali je danas podržan i na Windowsima i Macintoshu. Kratica "ssh" (malim slovima) je i naziv komande kojom se uspostavlja SSH veza na Unixovoj komandnoj liniji.

## Osnovno
SSH protokol svoj rad bazira na korištenju kombinacije simetrične i asimetrične kriptografije, metode enkripcije koja omogućuje sigurniji prijenos podataka računalnom mrežom. SSH obično rabi port 22 TCP/UDP (telnet je koristio port 21), što je na Unix računalima definirano u datoteci /etc/services. Metode enkripcije koju SSH koristi su AES, IDEA i Blowfish.

## Vanjske poveznice
- (engl.) Službena stranica WebSSH